# Загорье (Нижнеерогодский сельсовет)
Загорье — деревня в Великоустюгском районе Вологодской области.
Входила в состав Нижнеерогодского сельского поселения, с точки зрения административно-территориального деления — в Нижнеерогодский сельсовет. В результате объединения Нижнеерогодского сельского поселения с Марденгским входит в состав Марденгского сельского поселения с административным центром в деревне Благовещенье.
Расстояние по автодороге до районного центра Великого Устюга — 38,8 км, до бывшего центра муниципального образования Лодейки — 3,2 км. Ближайшие населённые пункты — Малая Горка, Григорьевское, Мартыново.
По переписи 2002 года население — 38 человек (21 мужчина, 17 женщин). Всё население — русские.